# Митрофановка (Бобровский район)
Митрофановка — посёлок в Бобровском районе Воронежской области России.
Входит в состав Анновского сельского поселения.

## Население
| 1859 | 1897 | 2000 | 2005 | 2010 |
| ---- | ---- | ---- | ---- | ---- |
| 306  | ↗653 | ↘222 | ↘208 | ↘143 |

## География

### Улицы
- ул. Молодёжная,
- ул. Трудовая.